# Lithophyllum tarentinum
Lithophyllum  tarentinum Mastrorilli  é o nome botânico  de uma espécie de algas vermelhas pluricelulares do gênero Lithophyllum, família Corallinaceae.
- São algas marinhas encontradas na Itália.

## Sinonímia
- Não apresenta sinônimos.